# Sometimes (Hooverphonic)
Sometimes è un singolo del gruppo musicale belga Hooverphonic, pubblicato nel 2002 come secondo estratto dal quarto album in studio Hooverphonic Presents Jackie Cane.

## Descrizione
Il brano contiene un sample di Young Man Cried dei Walker Brothers del 1966.

## Video musicale
Il videoclip mostra la frontman del gruppo Geike Arnaert uscire da un edificio e passeggiare per le strade di Bruxelles.